# Ashley McKenzie
Ashley McKenzie (Londres, 17 de julio de 1989) es un deportista británico que compitió en judo. Ganó dos medallas de bronce en el Campeonato Europeo de Judo, en los años 2013 y 2018, ambas en la categoría de –60 kg.

## Palmarés internacional
| Campeonato Europeo | Campeonato Europeo | Campeonato Europeo | Campeonato Europeo |
| Año                | Lugar              | Medalla            | Categoría          |
| ------------------ | ------------------ | ------------------ | ------------------ |
| 2013               | Budapest (Hungría) | Medalla de bronce  | –60 kg             |
| 2018               | Tel Aviv (Israel)  | Medalla de bronce  | –60 kg             |